# F. R. David
Pour les articles homonymes, voir David et Fitoussi.
Elli Robert Fitoussi, dit F. R. David, est un chanteur français, né le 1er janvier 1947 à Ferryville (actuel Menzel Bourguiba) en Tunisie. Il est surtout connu pour son titre à succès Words sorti en 1982.

## Carrière
Il commence sa carrière en 1968 auprès du compositeur Michel Colombier, sur l'album Capot pointu, dont certaines chansons ont été écrites par Serge Gainsbourg. Il collabore à des groupes comme Les Trèfles et Les Boots, avant qu'il ne rejoigne Les Variations en 1975 pour leur dernier album Café de Paris. Accompagné de Marc Tobaly, guitariste de ce dernier groupe, il fonde King of Hearts et enregistre avec lui l’album Close but no Guitar sorti en 1976, avec Richard Landis à la production. En 1972, il écrit avec Gérard Manset deux titres pour Éric Lafont (Lena et Le navigateur solitaire,  45 tours chez Epic Records). En 1973, il collabore avec Vangelis, interprétant les chansons de l'album Earth. 
En 1982, il sort le 45 tours Words, sur l'album du même nom, qu'il compose avec les paroliers Martin Kupersmith et Louis S. Yaguda. Ce titre demeure son grand succès : numéro un en France, en Allemagne, en Suisse, en Autriche, en Italie, en Suède et en Norvège ainsi que numéro deux au Royaume-Uni et aux Pays-Bas.
En 1984, il traduit en anglais la chanson Maman a tort de Mylène Farmer qui devient Mum is wrong. Les années 1990 sont placées sous le signe de l'exode oriental[source secondaire souhaitée]. En effet, la suppression du rideau de fer repousse les limites de sa musique. Il collabore en 1991 à l'album de Saint-Preux Phytandros. 
En 2003, F. R. David coproduit Funkbuster, alias Zack Helya, qui reprend des titres comme Don't Stop 'Til You Get Enough de Michael Jackson, Fresh de Kool and the Gang ou encore Don't Leave Me This Way des Communards. Funkbuster connaît une courte existence mais vend près de 100 000 disques et sa compilation de reprises se classe au Top 50[réf. nécessaire].
En juillet 2012, il fait une apparition à Limoux (Aude) pour l'émission Village départ sur France 3, dans le cadre du Tour de France. Il y interprète son titre phare Words.
F. R. David est un ami de Ray Charles : ils se sont rencontrés par l'intermédiaire de Jean-Pierre Grosz, devenu à partir de 1978 le manager de la star américaine,.

## Discographie

### Albums
- 1978 : Close, But No Guitar au sein du groupe King of Hearts
- 1982 : Words
- 1984 : Long Distance Flight
- 1987 : Reflections
- 1998 : Voices Of The Blue Planet
- 1999 : Words – ’99 Version
- 2007 : The Wheel
- 2009 : Numbers
- 2013 : Midnight Drive

### Singles
- 1982 : Words (1982)
- 1982 : Pick Up The Phone
- 1983 : Music
- 1983 : I Need You
- 1983 : Gotta Get A Move On
- 1983 : Play A Little Game
- 1983 : Rock Fame
- 1983 : Sand Dunes
- 1984 : Dream Away
- 1986 : Sahara Night
- 1987 : Don't Go
- 1991 : Words ’91
- 1992 : I'll Try To Love Again
- 2018 : Your Love Shines
- 2018 : Paris Is Her Home
- 2022 : Time Is Not Mine
- 2024 : A Love So Beautiful (numérique)

### Compilations
- 1991 : Greatest Hits
- 2000 : Best of F. R. David